# GP49型柴油机车
GP49型柴油机车是美国通用汽车易安迪公司（GM-EMD）在1980年代初推出的一款电力传动柴油机车，主要竞争对象是通用电气公司的B30-7型柴油机车。
1970年代中期，易安迪Dash 2系列柴油机车在激烈的美国市场取得成功之后，易安迪公司着手研制下一代柴油机车产品。1980年，易安迪公司正式推出以GP50、SD50型柴油机车为代表的“50系列”产品，该系列柴油机车装备了易安迪645F3B型柴油机、D87型牵引电动机、AR15型牵引发电机、“超级系列”（Super Series）轮对电子蠕滑控制装置等当时最新的技术成果。除了3500马力等级的GP50、SD50型柴油机车之外，易安迪公司亦同时推出了2800马力等级的GP49、SD49型柴油机车供铁路公司选择，以填补GP40-2型机车和GP50型机车之间的产品空档。然而，曾经被易安迪公司寄予厚望的“50系列”柴油机车在投放市场后销售表现却未如人意，主要原因是推出时间时间适逢1980年代初的美国经济衰退，加上1980年《斯塔格斯铁路法》的实施带来的铁路公司并购潮，主要铁路公司对于新车采购都抱着审慎态度。结果，阿拉斯加铁路成为唯一一家订购GP49型柴油机车的铁路公司，该公司分别于1983年和1985年订购了两批共九台GP49型柴油机车，而六轴版本的SD49型柴油机车更是无人问津。
GP49型柴油机车是2800马力的干线货运用四轴柴油机车，采用单司机室、底架承载结构、双侧外走廊的罩式车体，车体上部自前向后由电气室、司机室、动力室、冷却室四部分组成。机车走行部标准配置为两台布贝格M型二轴转向架，采用导框式轴箱定位、摇动台式摇枕弹簧悬挂、两系弹簧悬挂装置（一系为轴箱螺旋圆弹簧，二系为摇枕钢板弹簧）、心盘牵引装置、双侧闸瓦制动装置。动力装置为一台2800马力、12气缸、二冲程、水冷式、涡轮增压的12-645F3B型柴油机。传动系统采用交—直流电传动，柴油机直接驱动一台AR15型交流发电机，发出的交流电通过大功率硅整流装置转换为直流电，然后供给四台D87型直流牵引电动机。牵引电动机采用轴悬式驱动方式，牵引齿轮传动比为4.13（62：15）。控制电路采用模块化电子控制系统，并设有由微处理器控制的易安迪“超级系列”轮对电子蠕滑控制装置。